# جرجیس بن جبریل بن بختیشوع
جرجیس بن جبریل بن بختیشوع پزشک مسیحی (نسطوری) ایرانی که تا ۷۶۵ - ۷۶۶ میلادی در خدمت بیمارستان جندی‌شاپور بود، در آن هنگام منصور خلیفهٔ عباسی او را به بغداد خواند؛ او در ۷۶۹ - ۷۷۰ به جندی‌شاپور بازگشت و در ۷۷۱ درگذشت.؛ او نخستین پزشکی  است که از یک خانواده‌ی بزرگ از پزشکان می‌شناسیم (یعنی خانوادهٴ بختیشوع). افراد آن با عده‌ی زیادی از خلفای عباسی مربوط بودند و در سده های هشتم و نهم میلادی بر پزشکی تأثیر عمیقی گذاشتند. اقامت او در بغداد همراه با دو تن از شاگردانش، نشانه‌ی آغاز فعالیت علمی بزرگی بود. گویند او نخستین کسی بود که به درخواست خلیفه آثار پزشکی را به عربی ترجمه کرد.